# Mitagi-Kazmalar
Mitagi-Kazmalar (ros. Митаги-Казмаляр) – wieś w Rosji, w Dagestanie, w rejonie derbenckim. W 2010 liczyła 1176 mieszkańców, głównie Azerów.